# Amparo Ochoa
María Amparo Ochoa Castaños, dite Amparo Ochoa, (née à Costa Rica (es), Sinaloa, Mexique, le 29 septembre 1946, - morte à Culiacán en février 1994,) est une chanteuse mexicaine, figure de la Nueva canción.

## Biographie
Enfant, elle chante souvent avec son père et dans les spectacles scolaires. En 1965 elle gagne un concours, organisé dans sa ville natale, avec la chanson Hermosísimo lucero.
Installée à Culiacán, dans l'État du Sinaloa, elle se tourne vers l’enseignement et est professeure à La Palma, Villa Ángel Flores et Tierra Blanca. Dans un document publié par le Syndicat national des travailleurs de l'éducation intitulé Díez para los Maestros (« Dix (sur dix) pour les enseignants »), il est fait précisément référence à son travail d'enseignante qui garde son esprit de chanteuse, puisqu'il est mentionné que pendant les cours, elle a enseigné à plusieurs reprises en chantant.
Sa sœur la convainc de se consacrer entièrement au chant et elle décide de s'installer à Mexico en 1969. La même année, elle a remporté la première place au concours amateur de la radio XEW. Peu de temps après, elle s'inscrit à l'École nationale de musique de l'UNAM.
Depuis lors, sa chanson parle de la vie, de causes sociales, de travailleurs, d'étudiants et de la fin des différences sociales. Amparo Ochoa a chanté à l'université, à la Casa del Lago, dans les bars, les cafétérias et dans les premières peñas de l'époque.
Une fois devenue populaire, elle a voyagé dans tout le Mexique et l'Amérique latine, aux États-Unis, en Europe et dans les Caraïbes, portant son message à travers la musique et devenant « La Voix du Mexique ».
Elle a eu deux enfants, Isaac et María Inés ; cette dernière a décidé, comme sa mère, de se consacrer au chant.

## Œuvre
En 1971, elle enregistre son premier LP De la mano del viento avec RCA et, en 1974, un album en solidarité avec le peuple chilien après le Coup d'État du 11 septembre 1973 au Chili qui a renversé le président chilien Salvador Allende. Plusieurs années plus tard, dans les années 1990, elle se rend au Chili à l'occasion de la Transition chilienne vers la démocratie après la fin de la dictature militaire d'Augusto Pinochet.
En tant que folkloriste, elle chante la force des conquêtes sociales du peuple mexicain. Son interprétation de La maldición de Malinche (es) de Gabino Palomares (es) est un échantillon significatif de sa façon d'interpréter le folklore. Une autre de ses interprétations uniques est Por medio de la lectura.

## Discographie partielle

### En solo
- 1971 : De la mano del viento
- 1973 : Cancionero de la Intervención Francesa
- 1978 : Yo pienso que a mi pueblo
- 1980 : El cancionero popular (avec Los Folkloristas)
- 1981 : El cancionero popular, vol. 2 (avec Los Morales)
- 1983 : Amparo Ochoa canta con los niños
- 1983 : Abril en Managua
- 1983 : Amparo Ochoa canta trova y algo más de Yucatán
- 1983 : Corridos y canciones de la revolución mexicana
- 1985 : Mujer
- 1986 : El cancionero popular, vol. 3 (avec Zazhil)
- 1986 : Zazhil y Amparo Ochoa en Holanda
- 1986 : Vamos juntos
- 1986 : Y la canción se hizo... Bolero
- 1987 : Tengo que hablarle
- 1990 : Amparo Ochoa, Óscar Chávez, Los Morales en Holanda
- 1992 : A lo mestizo
- 1993 : Hecho en México
- 1995 : Raíz viva
- 2000 : Boleros
- 2006 : Por siempre

### Collectif
- 1979 : 9. Festival des politischen Liedes
- 1984 : Abril en Managua
- 1988 : 18. Festival des politischen Liedes
- 1988 : Mujeres (avec Betsy Pecanins et Tania Libertad)

### Collaboration
- 1975 : La maldición de Malinche (de Gabino Palomares)